# Juan Carlos Toja
Juan Carlos Toja Vega (n. 24 mai 1985) este un fotbalist columbian liber de contract. În perioada 2008-2010 a jucat în Liga I, pentru echipa Steaua București. Pe 21 iulie 2010 s-a transferat de la Steaua București la Aris Salonic.

## Cariera

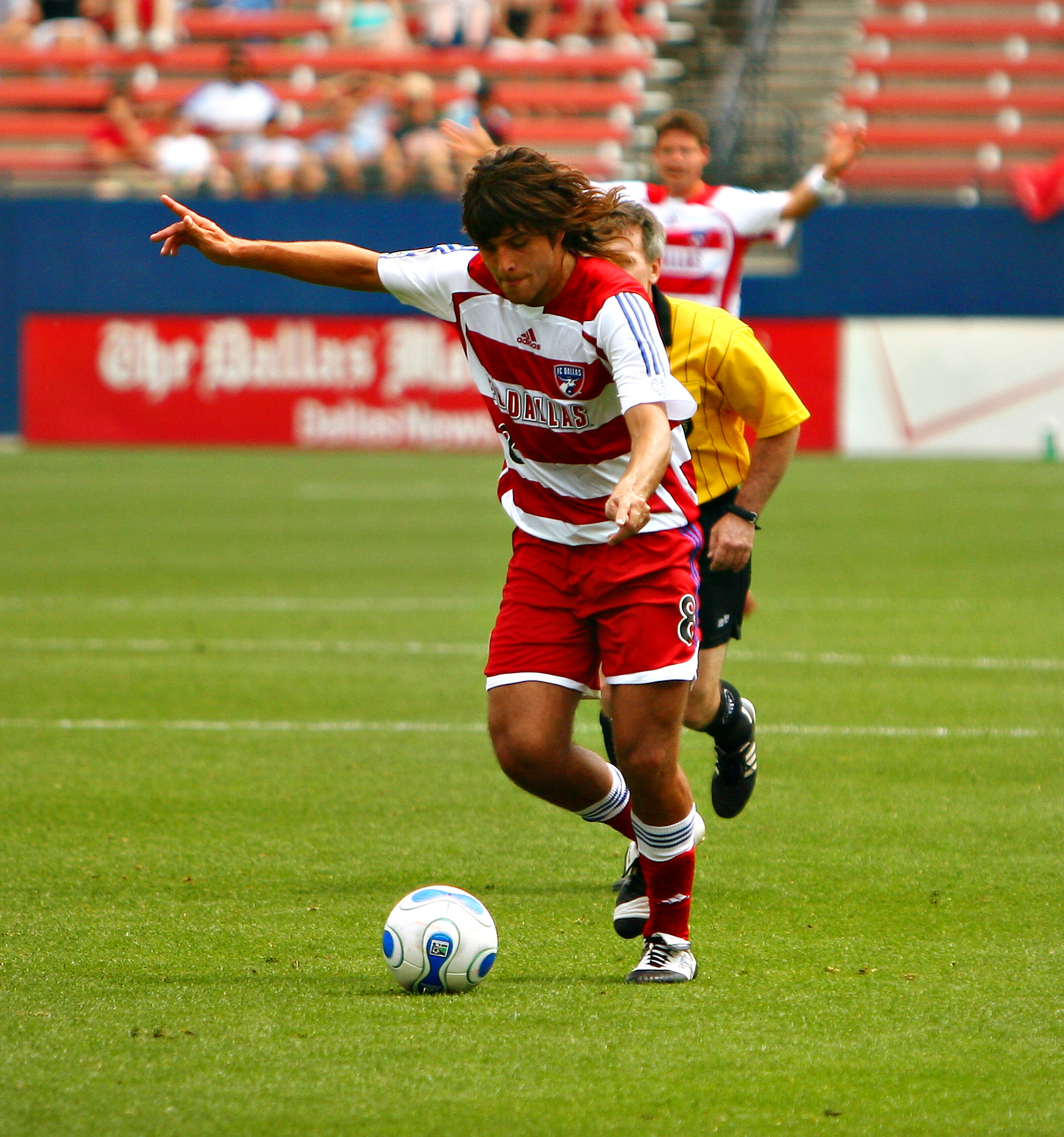
Toja în tricoul lui FC Dallas

Toja și-a început cariera la clubul Independiente Santa Fe, cu care a semnat la vârsta de 16 ani. După ce a trecut pe la echipa de tineret a clubului, a fost promovat în echipa mare, unde a evoluat în 25 de meciuri timp de două sezoane.
Evoluțiile sale au atras atenția unuia dintre cele mai cluburi din America de Sud, River Plate, care l-a și împrumutat în 2005. Perioada din Argentina nu a fost însă una fastă pentru Toja, evoluțiile sale în tricoul lui River fiind sporadice.
În februarie 2007, Toja a semnat cu FC Dallas, club unde a adunat 8 goluri în 45 de meciuri, evoluând de două ori în All-Star Game, alături de cei mai buni jucători din Major League Soccer.
Vara lui 2008 i-a adus lui Toja transferul în Europa, fiind achiziționat de Steaua București. Astfel, el a devenit primul jucător adus din SUA de către un club din România, și al treilea columbian din lotul Stelei, alături de Dayro Moreno și Robinson Zapata. A jucat pentru Steaua București în grupele UEFA Champions League, contabilizând 3 meciuri în această competiție.
La 21 iulie 2010 ajunge la Aris Salonic, debutând în UEFA Europa League într-un meci cu Jagiellonia Białystok. Ultimul club la care a jucat a fost New England Revolution.

## Performanțe internaționale
A debutat la naționala Columbiei la 15 octombrie 2008, cu Brazilia, într-un meci contând pentru calificările la CM 2010.